# Гай Лициний Муциан
Гай Лициний Муциан (на латински: Gaius Licinius Mucianus; † 76 г.) e римски политик, военачалник, географ и историк на Римската империя по времето на император Нерон. Изиграва основна роля в издигането на Веспасиан на престола.

## Биография
Произлиза от фамилията Муции от Испания и е осиновен от фамилията Лицинии. Муциан е изпратен от император Клавдий като легат в Армения с Гней Домиций Корбулон. По времето на Нерон той става от юли до октомври 64 г. суфектконсул заедно с Квинт Фабий Барбар Антоний Мацер. След това през 66 г. e управител на провинция Сирия. Там няма успех в потушаването на юдейското въстание в Юдея и се изпраща Веспасиан.
През Годината на четиримата императори Муциан управлява след смъртта на Галба заедно с Домициан, синът на Веспасиан, и чрез сената определя Веспасиан за новия легитимен император. Назначава сам консули, управители и префекти. Към края на 69 г. нарежда убийството на Вителий Младши, сестра му Вителия и влиятелния освободен Азиатик. Потушава въстанието на Гай Юлий Цивилис на Рейнската граница. При пристигането на Веспасиан в Рим той му предава управлението.
През 70 и 72 г. става суфектконсул.
Той е добър историк и писател, написал география на Мала Азия.